# Oracle LogMiner
Oracle LogMiner是甲骨文公司作为Oracle数据库一部分提供的工具，提供查询Oracle数据库记录日志的变化的方法，主要通过SQL命令查询Oracle重做日志中的数据。Oracle Enterprise Manager产品提供了同样功能的GUI接口。
LogMiner 将数据挖掘的概念和实践转化为数据库本身的内部流程。
使用LogMiner，数据库管理员可以进行：
- 识别数据库事件的时间
- isolate 数据库事务s carried out in error by users
- 对于疏忽造成的数据变化，决定数据恢复（data recovery）所需的步骤。
- 为性能调优（performance tuning）和容量规划（capacity planning）收集实际使用的量。
- 审计任何在数据库上运行的命令所进行的操作

请注意，LogMiner 使用 Oracle 日志准确重建数据如何更改，而补充实用程序 Oracle Flashback 处理、重建和呈现此类更改的最终结果，在某个时间点提供数据库视图。

## 外部参考文献
- Supporting Oracle（页面存档备份，存于）（German）Documents on how to use LogMiner, Auditing and more